# ROT13

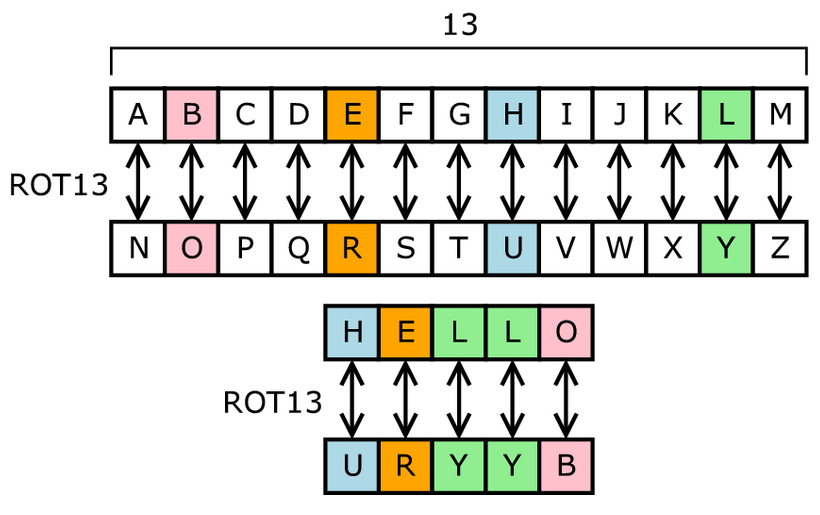
A ROT13 minden egyes betűt a 13 hellyel későbbi betűvel helyettesít, például az angol ábécében a HELLO-ból URYYB (vagy a dekripció során URYYB-ból ismét HELLO lesz.

A ROT13 ("rotate by 13 places", azaz "13 hellyel eltolva", szokták kötőjellel ROT-13-nak írni) egy egyszerű Caesar-kód, amelyet üzenetek tartalmának titkosítására használnak úgy, hogy minden egyes betűt az ábécében tizenhárom hellyel később található betűvel helyettesítenek. Ez a módszer a magyar ábécében nem működik úgy, ahogyan az angolban, amely 26 betűből áll, emiatt lehet az A-ból N, a B-ből O, így folytatva az M-ig, amiből Z lesz. Mivel az angol ábécé 26 betűt tartalmaz, így a ROT13 szimmetrikus, tehát a kódolás és a dekódolás eljárása megegyezik.
A ROT13-at használják online fórumokon arra, hogy viccek csattanóit, rejtvények megfejtéseit, filmek és történetek végkifejletét, vagy durva, sértő tartalmú szöveget elrejtsenek a laikus szemek elől. A módszert szokás hasonlítani a magazinok megoldásaihoz, aminél a kvízek megoldásait fejjel lefelé közlik.
A kód az 1980-as évek elején alakult ki a Useneten keretein belül, ahol bevett módszerré vált. Caesar-kódként ez nem biztosít igazi kriptográfiai biztonságot, de nem is erre használják; gyakran a gyenge titkosírás általános példájaként emlegetik.

## Működése
A ROT13 az ábécét egy bizonyos hellyel eltoló Caesar-kódok egy fajtája, aminél 13 hellyel lesz az ábécé eltolva (szükség esetén "visszaugorva" az elejére), ezáltal lesz az A-ból N, a B-ből O, a C-ből P, végül az M-ből Z és fordítva. Ez a fordítottság az angol ábécé 2*13=26 betűs volta miatt jön létre. Az angol ábécében meg nem található jelek (szóközök, számok és egyéb karakterek) változatlanul maradnak.
{\displaystyle {\mbox{ROT}}_{13}({\mbox{ROT}}_{13}(x))={\mbox{ROT}}_{26}(x)=x} bármilyen x szövegre.
A táblázat, melynek segítségével kódolni lehet, a következő:
| ABCDEFGHIJKLMNOPQRSTUVWXYZabcdefghijklmnopqrstuvwxyz |
| NOPQRSTUVWXYZABCDEFGHIJKLMnopqrstuvwxyzabcdefghijklm |

Az Unix tr parancsával is megoldható a kódolás.
```
echo "Wikipedia" | tr 'A-Za-z' 'N-ZA-Mn-za-m'
Jvxvcrqvn
```

## Használata
A legtöbb Useneten használható program tartalmaz ROT13 kódolót. Bár néhány Usenet-csoport megengedi az esetlegesen sértő híreket, vicceket, a kódolást azok "eltüntetésére" is használják.
A ROT13 a net.jokes Usenet csoportban volt használatos az 1980-as évek elején. Ekkor támadó vicceket vagy kvízek megoldásait írták ilyennel.
A kódolás a Julius Caesar Caesar-rejtjelének egyik fajtája. Emiatt nem is biztonságos, megfejtéséhez elég tudni, hogy a ROT13-at használják. Ennek ismerete nélkül is megfejthető gyakoriságelemzéssel. Ezek miatt is népszerű frázissá vált a név a gyenge kódolásokra. Emellett a "dupla DES-re" mintegy válaszul szokás mondani a dupla ROT13, 2ROT13 vagy ROT26 neveket, ami az eredeti ábécét visszaállító tulajdonsága miatt nem nevezhető kódolásnak. A tripla DES-re pedig a ROT13-mal egyenértékű tripla ROT13-at szokták mondani.
1999 decemberében kiderült, hogy a Netscape Communicator a ROT13-at használta a jelszavainak tárolásához. Egy orosz programozó észrevette, hogy egy e-könyvkereskedő New York-i cég a tárolt könyveit ROT13-mal kódolta, hogy csak a vásárló tudja olvasni. A Microsoft Windows XP némely registry-kulcs tárolásához használja ezt a kódolást.
A PHP a 4.2.0-s változatától kezdve tartalmaz egy str_rot13 nevű funkciót.

## Szójátékok, internetes kultúra
| Angol nyelvű példák | Angol nyelvű példák |
| ------------------- | ------------------- |
| aha↔nun             | ant↔nag             |
| balk↔ onyx          | bar↔ one            |
| barf↔ ones          | be↔or               |
| bin ↔ ova           | <ebbs ↔ roof        |
| envy ↔ rail         | er ↔ re             |
| errs ↔ reef         | flap ↔ sync         |
| fur ↔ she           | gel ↔ try           |
| gnat ↔ tang         | irk ↔ vex           |
| clerk ↔ pyrex       | purely ↔ cheryl     |
| PNG ↔ cat           | SHA ↔ fun           |
| furby ↔ sheol       | terra ↔ green       |
| what ↔ Jung         | URL ↔ hey           |
| purpura ↔ Chechen   | shone ↔ FUBAR       |

A kódolás több játékra is lehetőséget nyújt. Az angolban hétbetűsek az eddigi leghosszabbak, abjurer és nowhere, illetve chechen és purpura. További szavak találhatók a táblázatban.
1989-ben egy International Obfusticated C Code Contest programozási versenyre Brian Westley olyan pályázatot adott be, ami ROT13-mal kódolva és dekódolva is lefutott.

## Változatok
A ROT47 a ROT13 egy változata, ami a betűkön kívül számokon és egyéb jeleken is kódol. Ez az ASCII (decimálisan írt) 33-as (!) kódjától a 126-osig (~) terjed, összesen 94 jelet tartalmaz. Itt a karakterek 47 hellyel tolódnak el, tehát például az A-ból p lesz, de az a-ból 2. A kódot telefonszámok elrejtésére is használják.
Példa a kódolásra:
```
The Quick Brown Fox Jumps Over The Lazy Dog. 
(A gyors barna róka átugrik a lusta kutya felett.)

%96 "F:4< qC@H? u@I yF>AD ~G6C %96 {2KJ s@8]
```

A GNU C Library tartalmaz egy memfrob() funkciót, ami a ROT13-tól eltérően bájtokat kódol, egyszerű XOR (kizáró vagy) módszerrel, a 00101010 (42) számmal, a következőképp: ha a kódolandó rész és a felhasznált 00101010 aktuális karaktere egyezik, 0, ha nem, 1 kerül a helyére. Ez, a ROT13-hoz hasonlóan második kódolással önmagát adja, emiatt hasonlóan kevés, lényegtelen biztonságot nyújt.

## Fordítás
- Ez a szócikk részben vagy egészben  a   ROT13 című angol Wikipédia-szócikk ezen változatának fordításán alapul.  Az eredeti cikk szerkesztőit annak laptörténete sorolja fel. Ez a jelzés csupán a megfogalmazás eredetét és a szerzői jogokat jelzi, nem szolgál a cikkben szereplő információk forrásmegjelöléseként.

## Wikiszótár fordítások
| A fordítások listája |
| --- |
| 1. 2. 3. 4. 5. 6. 7. 8. 9. 10. 11. 12. 13. 14. 15. 16. 17. 18. 19. 20. 21. 22. 23. 24. 25. 26. 27. 28. 29. 30. 31. 32. 33. 34. 35. 36. 37. 38. 39. 40. 41. 42. 43. 44. 45. 46. 47. 48. 49. 50. 51. 52. |

## Külső hivatkozások
- Online ROT13 encoder